# IX Equilibrium
IX Equilibrium è il terzo album della band Emperor.

## Tracce
1. Curse You All Men! – 4:41
2. Decrystallizing Reason – 6:23
3. An Elegy of Icaros – 6:39
4. The Source of Icon E – 3:43
5. Sworn – 4:30
6. Nonus Aequilibrium – 5:49
7. The Warriors of Modern Death – 5:00
8. Of Blindness and Subsequent Seers – 6:48
9. Outro (hidden track) – 0:28
10. Curse You All Men! (Live at The Astoria, Londra, luglio 1999) – 4:34*
11. Sworn (Remixato da Ulver – 5:39*

*bonus track

## Formazione
- Ihsahn - voce, chitarra, sintetizzatore, basso
- Samoth - chitarre
- Trym - batteria, percussioni